# قسم حومة الريفي (مقاطعة لامرد)
قسم حومة مقاطعة لامرد الريفي (بالفارسية: دهستان حومه لامرد) هو قسم ريفي في مقاطعة لامرد في ناحية مركز لامرد، فارس، إيران. وحسب احصاءات سنة 2006 كان عدد سكان هذه القسم 4,087 نسمة في 899 مسكن. وتتبعها 26 قرى.